# Hồ Tịnh Tâm
Hồ Tịnh Tâm là một di tích cảnh quan được kiến tạo dưới triều Nguyễn. Dưới thời vua Thiệu Trị đây được xem là một trong 20 cảnh đẹp đất Thần Kinh.
Trước đây, hồ nguyên là vết tích của đoạn sông Kim Long chảy qua Huế. Đầu thời Gia Long, triều đình cho cải tạo một số đoạn sông và khơi dòng theo hướng khác để tạo thành Ngự Hà và hồ Ký Tế. Hai bãi nổi trong hồ này được dùng làm nơi xây dựng kho chứa thuốc súng và diêm tiêu. Năm Minh Mạng thứ 3 (1822), triều Nguyễn đã huy động tới 8000 binh lính tham gia vào việc cải tạo hồ. Năm 1838, vua Minh Mạng cho di dời hai kho sang phía đông, tái thiết nơi này thành chốn tiêu dao, giải trí và gọi là hồ Tịnh Tâm.

## Mô tả
Hồ Tịnh Tâm có bình diện hình chữ nhật, chu vi gần 1500m, trên hồ có ba hòn đảo Bồng Lai, Phương Trượng và Doanh Châu. Hồ Tịnh Tâm được ngăn cách với bên ngoài bằng một vòng tường gạch. Bốn mặt có bốn cửa gồm cửa Hạ Huân ở phía nam, cửa Đông Hy ở phía bắc, cửa Xuân Quang ở phía đông và cửa Thu Nguyệt ở phía tây. Xung quanh các đảo trên hồ và dọc bờ hồ đều trồng các loại liễu trúc và các thứ hoa cỏ lạ, dưới hồ trồng sen trắng.

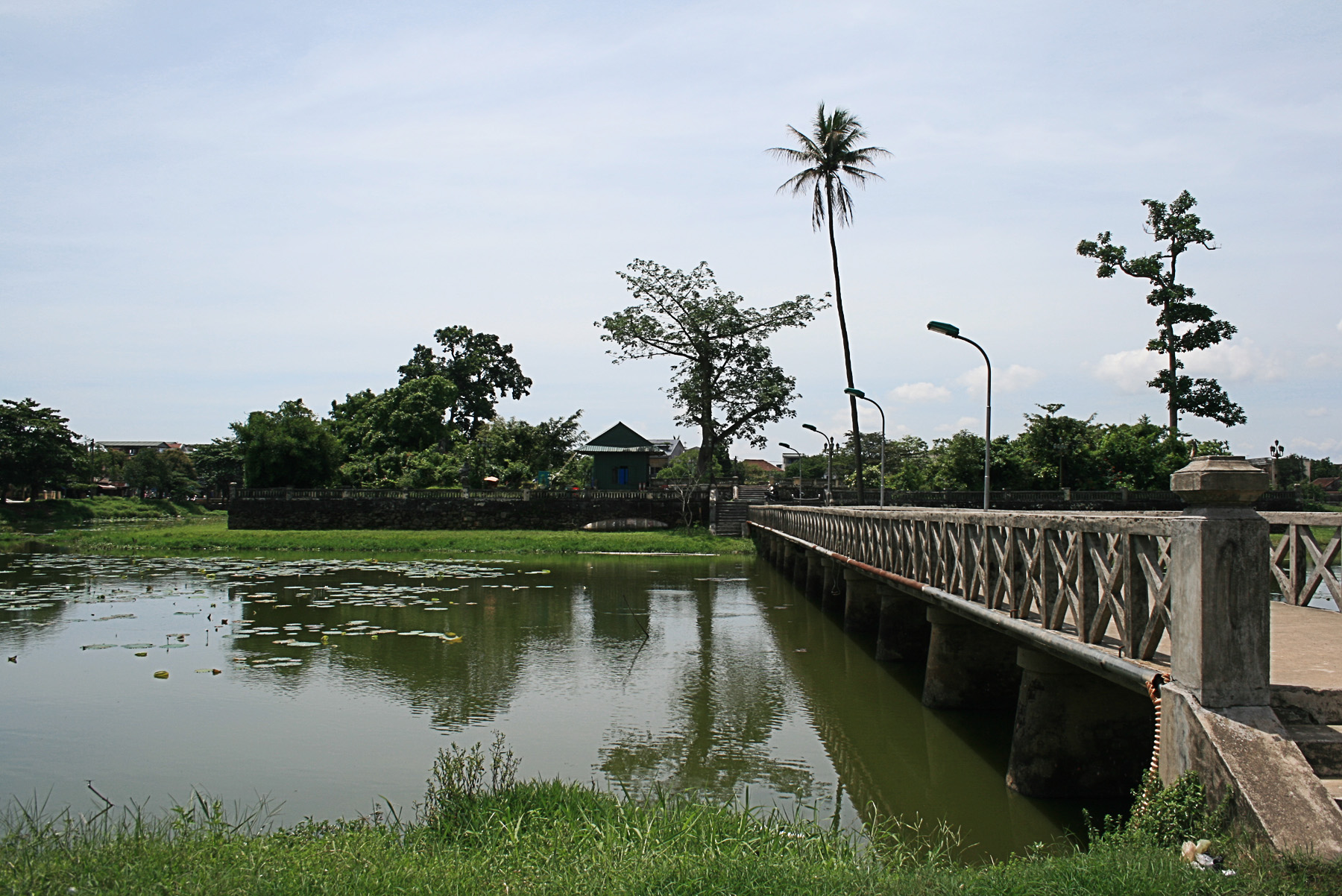
Cầu Hồng Cừ đẫn đến đảo Bồng Lai ở Hồ Tịnh Tâm

- Đảo Bồng Lai ở phía nam hồ, chính giữa có điện Bồng Doanh. Điện có kiến trúc 3 gian 2 chái, mái trùng diêm, lợp ngói Hoàng lưu li, điện xây mặt về hướng nam, có lan can gạch bao quanh, phía trước có cửa Bồng Doanh, cầu Bồng Doanh nối đảo với bờ hồ phía nam. Phía đông điện Bồng Doanh có nhà Thủy tạ Thanh Tâm, quay mặt về hướng đông. Phía tây điện có lầu Trừng Luyện, quay mặt về hướng tây. Phía bắc là cửa và một cây cầu mang tên Hồng Cừ.

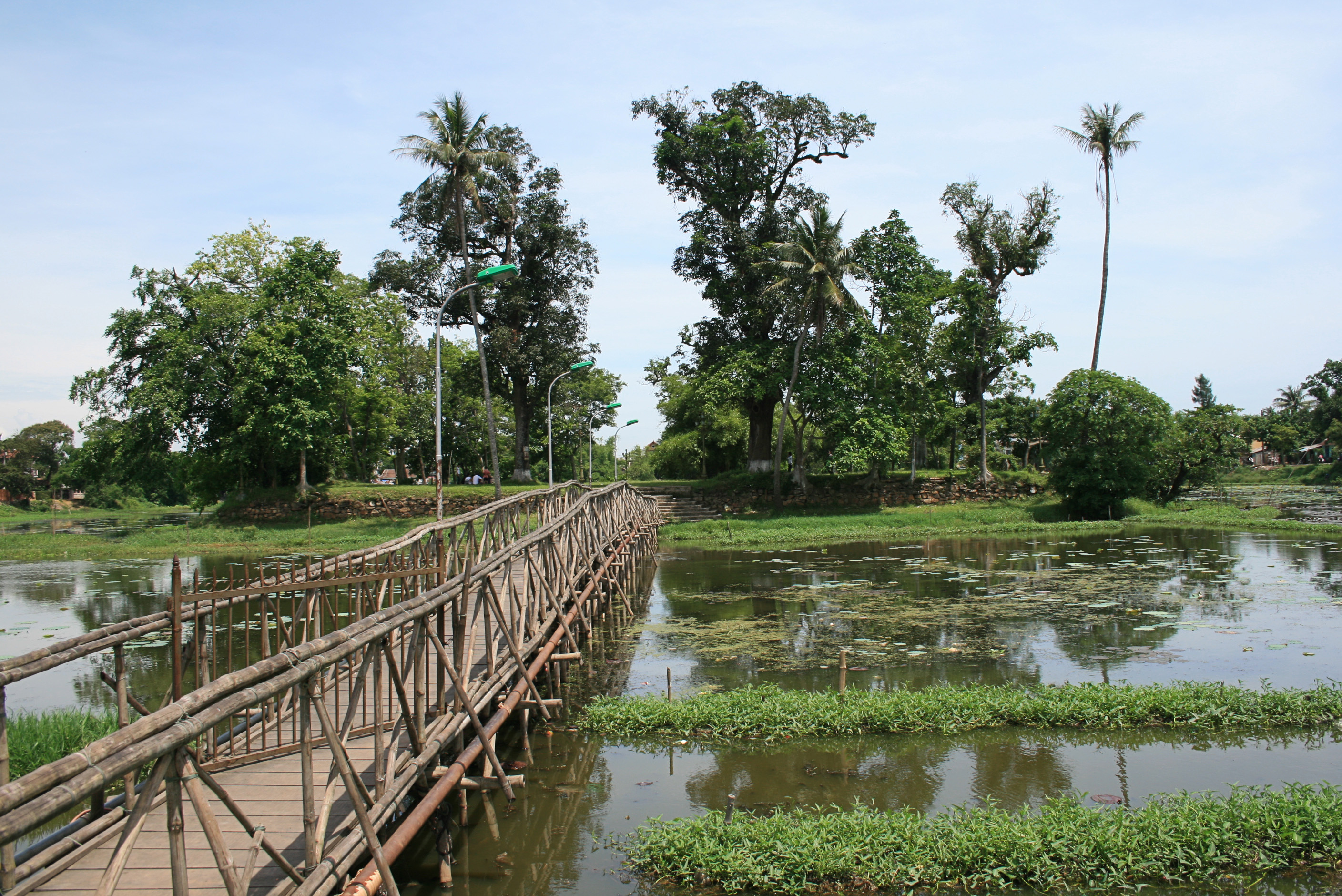
Đảo Phương Trượng

- Đảo Phương Trượng: giữa có gác Nam Huân, quay mặt về hướng nam, 2 tầng, mái lợp ngói hoàng lưu li. Phía nam có cửa Bích tảo và cầu Bích tảo. Phía bắc đảo có lầu Tịnh tâm, xây mặt hướng bắc. Phía đông có nhà Hạo Nhiên (năm 1848 đổi thành Thiên Nhiên), quay mặt về hướng đông. Phía tây có hiên Dưỡng Tính quay mặt về hướng tây. Giữa hai đảo có đình Tứ Đạt nằm giữa một hệ thống hành lang mái lợp ngói gồm 44 gian, chạy nối vào cầu Bích Tảo ở phía nam và cầu Hồng Cừ ở phía bắc.
- Đảo Doanh Châu: Giữa hồ Tịnh tâm có đê Kim Oanh nối liền từ bờ đông qua bờ tây. Phía đông đê có cầu Lục Liễu, 3 gian, mái lợp ngói. Phía nam, đê gắn với một hành lang dài 56 gian, ở giữa là cầu Bạch Tần. Phía nam cầu có nhà tạ Thanh Tước để thuyền vua ngự. ở đoạn cuối phía tây của hành lang lại có nhà Khúc Tạ, thông với một nhà tạ khác, là Khúc Tạ Hà Phong qua một hành lang nhỏ dựng trên mặt nước. Phía nam nhà tạ này là đảo Doanh Châu.

Với kiểu kiến trúc cầu kỳ, tinh mỹ, hài hòa với tự nhiên, hồ Tịnh Tâm được xem là một thành tựu tiêu biểu của nghệ thuật kiến trúc cảnh quan Việt Nam thế kỷ 19.

## Thơ ca
Cảnh đẹp của hồ đã tạo nguồn thi hứng và trở thành đề tài cho nhiều bài thơ, chùm thơ nổi tiếng của các vua Nguyễn như Minh Mạng, Thiệu Trị, Tự Đức... Nổi bật nhất là bài Tịnh hồ hạ hứng, nằm trong chùm thơ Thần Kinh nhị thập cảnh của vua Thiệu Trị. Bài thơ này cùng với phong cảnh hồ Tịnh Tâm được vẽ vào tranh gương để treo ở các cung điện.
Tịnh hồ hạ hứng - 淨湖夏興
Trừng luyện hàm không nhất vọng xa
Thiềm nha ảnh thủy trám tinh hà
Lâu đài hoa thụ trường sinh cảnh
Thiên địa sơn hà tứ hải gia
Vũ phiến mạn giao thi hóa nhật
Thuấn cầm uyển nhĩ nhập thi ca
Y nhiên nhân trí tình vô hạn
Đồng lạc giao phu thảo vật gia.
(Thiệu Trị hoàng đế)